# Carnival Sunshine
Die Carnival Sunshine ist ein Postpanamax-Kreuzfahrtschiff der Reederei Carnival Cruise Line. Zum Zeitpunkt der Indienststellung im Jahr 1996 war das Typschiff der Destiny-Klasse das erste Passagierschiff mit einer Bruttoraumzahl von mehr als 100.000. Damit war sie das größte Kreuzfahrtschiff der Welt und übertraf als erstes Kreuzfahrtschiff die 1940 gebaute Queen Elizabeth. Bis zu ihrem Werftaufenthalt Anfang 2013, bei dem sie für rund 155 Mio. Dollar umgebaut wurde, war sie unter dem Namen Carnival Destiny in Dienst. Die Carnival Sunshine ist das älteste Schiff in der Flotte der Carnival Cruise Line.

## Geschichte

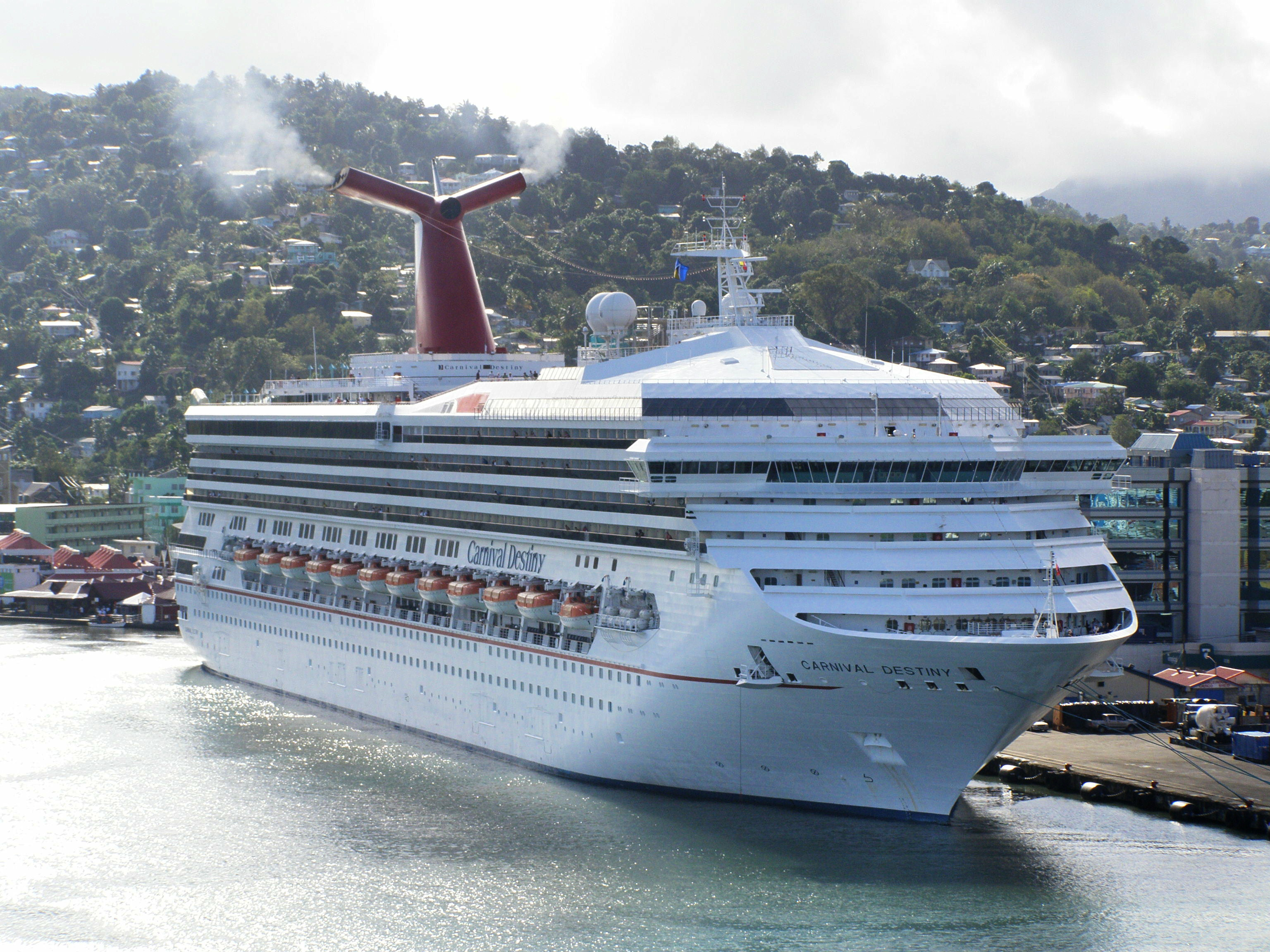
Das Schiff als Carnival Destiny am Kai von St. Lucia

### Bau und Indienststellung
Das Kreuzfahrtschiff entstand mit der Baunummer 5941 auf der Fincantieri-Werft in Monfalcone bei Triest, Italien. Die Innenausstattung entwarf Joseph Farcus. Das Schiff wurde am 19. Oktober 1996 unter dem Namen Carnival Destiny an Carnival Cruise Lines abgeliefert und im Schiffsregister von Panama eingetragen. Nach der Taufe, die am 24. Oktober 1996 in Venedig von Lin Arison (Ehefrau des Reedereigründers Ted Arison) vorgenommen wurde, erfolgte die Überführung nach Miami.

### Einsatz
Das Kreuzfahrtschiff ist seit seiner Jungfernfahrt, die am 24. November 1996 in Miami begann, hauptsächlich in der Karibik unterwegs. Im Jahr 2000 erfolgte ein Wechsel in das Schiffsregister der Bahamas. Während ihres Einsatzes war sie in verschiedenen Basishäfen stationiert (z. B. von Oktober 2006 bis August/September 2008 in San Juan (Puerto Rico)). Nach einer kurzen Renovierung wurde das Schiff nach Miami verlegt.
Von Februar bis April 2013 wurde das Schiff bei Fincantieri umgebaut und in Carnival Sunshine umbenannt. Anschließend wurde es zwischen April und Oktober im Mittelmeer eingesetzt, im Winterhalbjahr in der Karibik.
2021 wurde das Schiff bei Navantia in Cádiz modernisiert. Unter anderem erhielt es das neue Farbschema der Reederei, der Rumpf wurde blau gestrichen. Anlass hierfür war das 50. Jubiläum der Reederei im Jahr 2022.

## Trivia
- Mit einer Gesamthöhe von ca. 70 m (Kiel bis Oberkante Schornstein) ist die Carnival Sunshine höher als die Freiheitsstatue im Hafen von New York.[8]
- Für den Bau des Schiffes wurde dreimal mehr Stahl verarbeitet als zum Bau des Eiffelturms.[8]
- Der Schornstein hat eine Höhe von 23 m und wiegt ca. 25 t.[8]
- Für die ca. 600.000 Quadratmeter Oberfläche des Schiffes wurden über 200 t Farbe benötigt.[8]